# Piotr Kołomin
Piotr Iwanowicz Kołomin (ros. Пётр Иванович Коломин, ur. 19 września?/2 października 1910 w mieście Melekess (obecnie Dimitrowgrad), zm. 7 kwietnia 1990 w Kujbyszewie) – radziecki lotnik wojskowy, podpułkownik, Bohater Związku Radzieckiego (1945).

## Życiorys
Urodził się w rodzinie robotniczej. Do 1927 skończył 7 klas, pracował jako ślusarz i tkacz, od 1931 służył w Armii Czerwonej, od 1932 należał do WKP(b). W 1933 ukończył wojskową szkołę lotniczą w Orenburgu, 1939-1940 uczestniczył w wojnie z Finlandią, a od czerwca 1941 wojnie z Niemcami. W marcu 1943 objął dowództwo 162 pułku lotniczego, który pod jego dowództwem brał udział w bitwie pod Kurskiem i pod Smoleńskiem, a w 1944 pod Orszą i Witebskiem, latem 1944 uczestniczył w operacji białoruskiej, w tym 16 lipca 1944 w walkach o Grodno. Później brał udział w walkach nad terytorium Polski, Prusach Wschodnich i Niemczech w składzie 309 Dywizji Lotnictwa Myśliwskiego 4 Armii Powietrznej 2 Frontu Białoruskiego. Do kwietnia 1945 wykonał 326 lotów bojowych i stoczył 75 walk powietrznych, w których strącił osobiście 16 o w grupie 7 samolotów wroga. W 1947 został zwolniony do rezerwy w stopniu podpułkownika.

## Odznaczenia
- Złota Gwiazda Bohatera Związku Radzieckiego (18 sierpnia 1945)
- Order Lenina (dwukrotnie)
- Order Czerwonego Sztandaru (dwukrotnie)
- Order Suworowa III klasy
- Order Aleksandra Newskiego
- Order Wojny Ojczyźnianej I klasy (dwukrotnie)
- Order Czerwonej Gwiazdy (dwukrotnie)

I medale.